# هزاني
هزاني  قرية سوريّة تتبع إداريّاً لمحافظة حلب منطقة جبل سمعان ناحية تل الضمان، بلغ تعداد سكانها 207 نسمة حسب التعداد السكاني لعام 2004.